# Минданао (островная группа)
Минданао (таг. Mindanao) — одна из трёх островных групп, составляющих Филиппинский архипелаг, занимает его южную часть.

## География
Основными островами архипелага Минданао являются:
- Минданао
- Басилан
- Сиаргао

## Население
По переписи 2010 года на островах проживает 21 970 420 человек.

## Административное деление

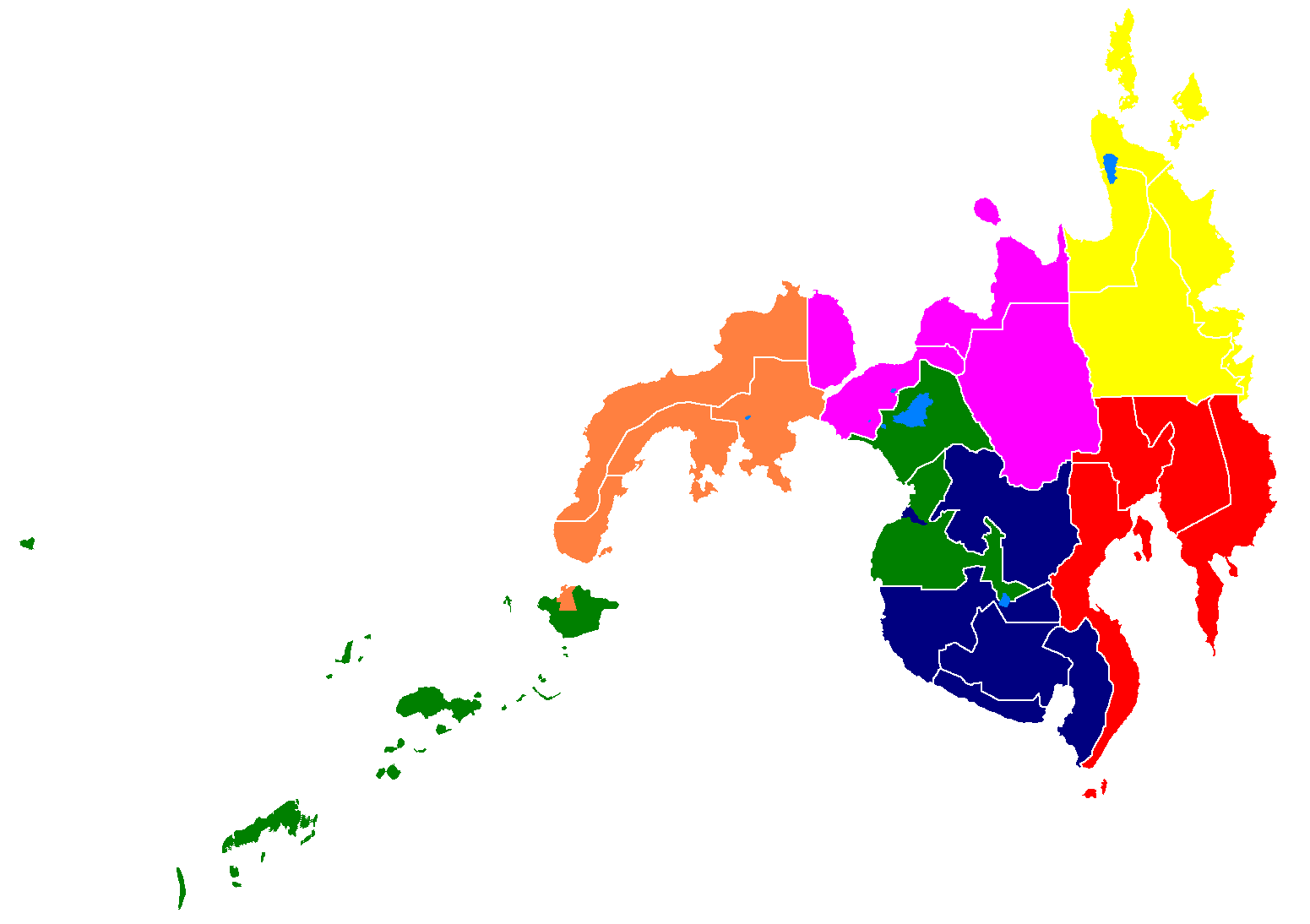
Административная карта архипелага Минданао.
Автономный регион в Мусульманском Минданао (АРММ)
Карага (Регион XIII)
Регион Давао (Регион XI)
Северный Минданао (Регион X)
СОККСКСАРХЕН (Регион XII)
Полуостров Замбоанга (Регион IX)

Острова Минданао подраздёлены на 6 регионов, каждый из которых в свою очередь состоит из нескольких провинций:
- Полуостров Замбоанга (Регион IX)
  - Замбоанга-Сибугей
  - Северная Замбоанга
  - Южная Замбоанга
- Северный Минданао (Регион X)
  - Букиднон
  - Восточный Мисамис
  - Камигин
  - Западный Мисамис
  - Северный Ланао
- Регион Давао (Регион XI)
  - Восточный Давао
  - Долина Компостела
  - Северный Давао
  - Южный Давао
- СОККСКСАРХЕН (Регион XII)
  - Котабато
  - Сарангани
  - Султан-Кударат
  - Южный Котабато
- Карага (Регион XIII)
  - Острова Динагат
  - Северный Агусан
  - Северный Суригао
  - Южный Агусан
  - Южный Суригао
- Автономный регион в Мусульманском Минданао (АРММ)
  - Басилан
  - Магинданао
  - Сулу
  - Тави-Тави
  - Южный Ланао